# Flaming karmazynowy
Flaming karmazynowy, czerwonak, flaming, flaming amerykański, flaming karaibski, czerwonak różowy (Phoenicopterus ruber) – gatunek dużego ptaka brodzącego z rodziny flamingów (Phoenicopteridae), zamieszkujący rejon Karaibów i Galapagos. Nie jest zagrożony.

## Systematyka
Gatunek ten po raz pierwszy zgodnie z zasadami nazewnictwa binominalnego opisał w 1758 roku Karol Linneusz w 10. edycji Systema Naturae. Autor nadał gatunkowi nazwę Phoenicopterus ruber, która obowiązuje do tej pory. Podał, że gatunek występuje w Ameryce, Afryce, rzadko w Europie; później poprawiono miejsce typowe na Indie Zachodnie.
Jest to gatunek monotypowy. Do niedawna gatunek ten był dzielony na dwa podgatunki: Ph. ruber ruber i Ph. ruber roseus; jednak decyzjami europejskich komisji taksonomicznych (np. Knox et al. 2002) drugi z nich uzyskał status oddzielnego gatunku – flaming różowy Phoenicopterus roseus. Populację z Galapagos wydzielano niekiedy do podgatunku glyphorhynchus.

## Morfologia

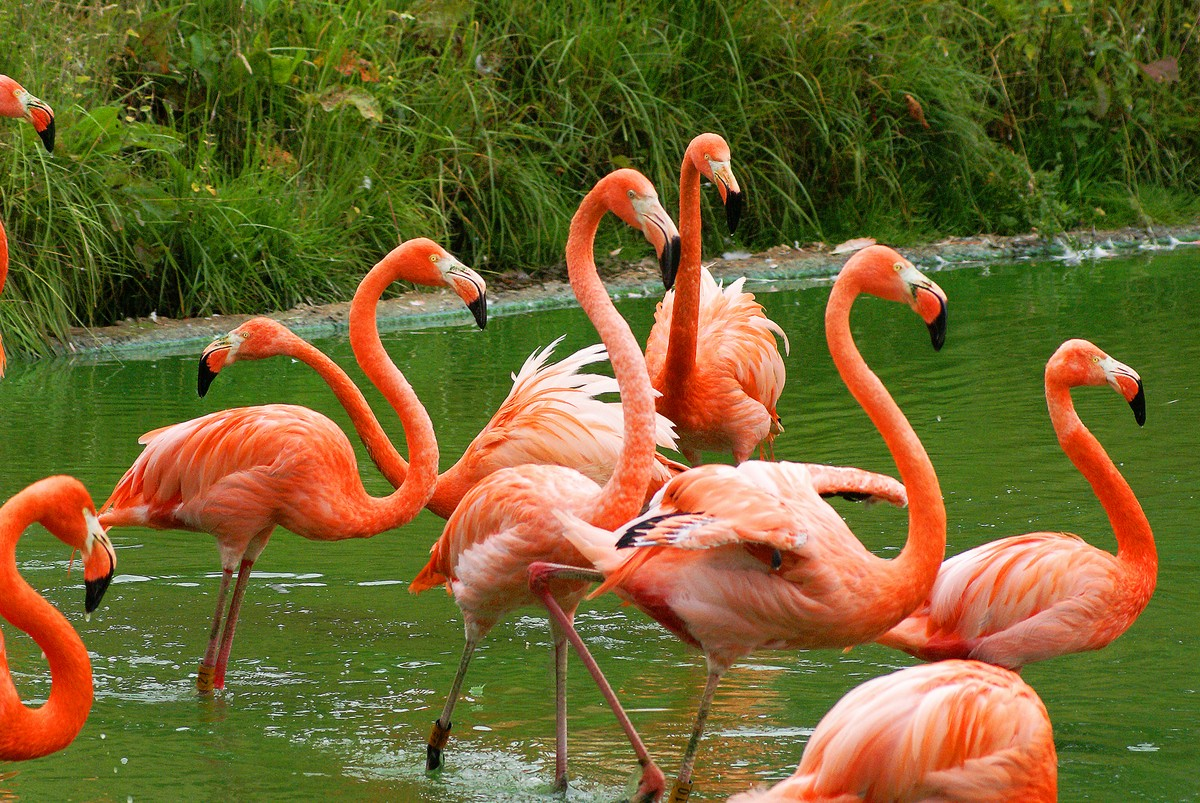
Flamingi karmazynowe

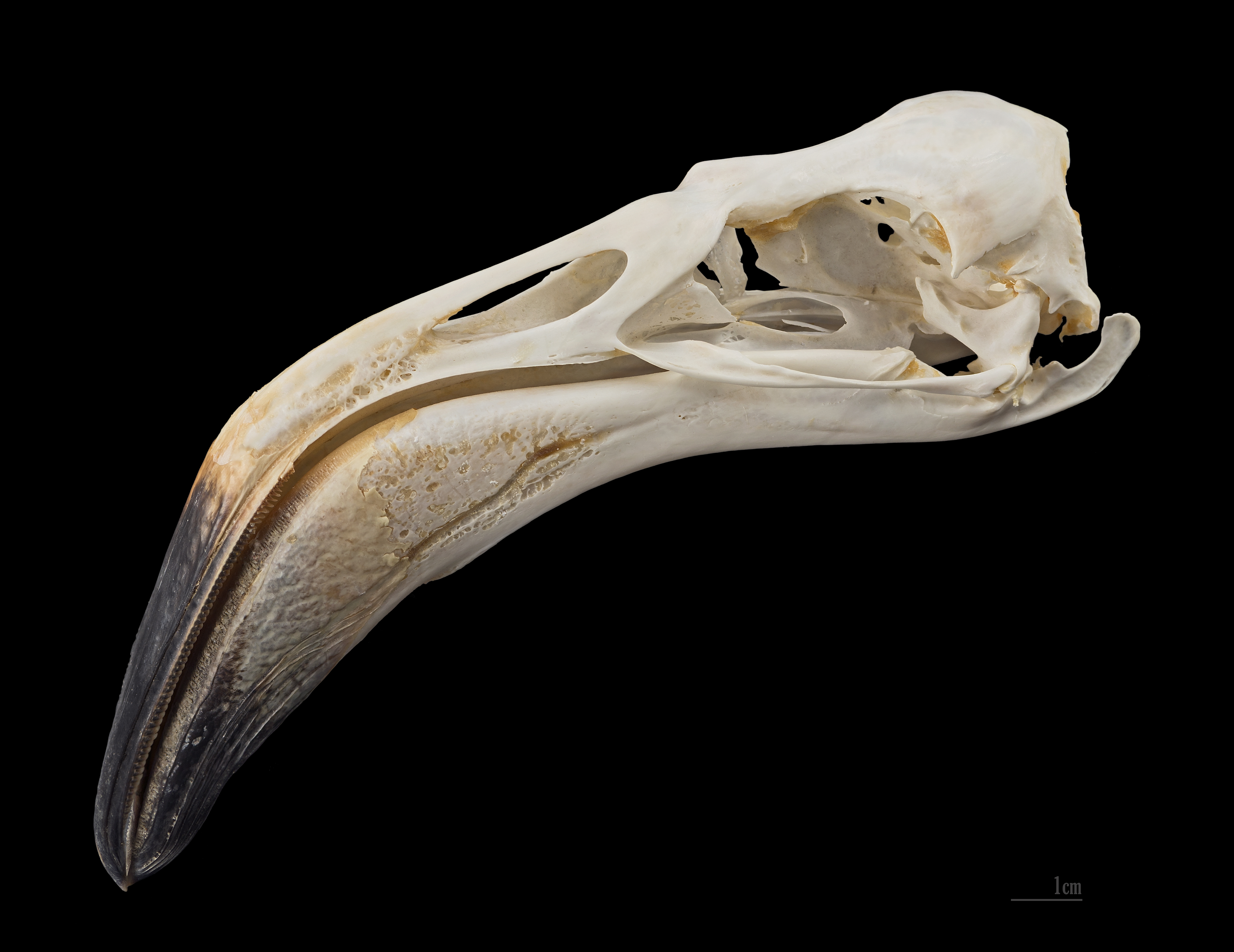
Czaszka

Cechy gatunkuBrak wyraźnego dymorfizmu płciowego. Ciało różowe, ciemniejsze niż u flaminga różowego Ph. roseus, jedynie skrzydła czerwone z czarnymi lotkami. Nogi i dziób różowe, koniec dzioba czarny. W porównaniu z innymi przedstawicielami rodziny dziób wygięty pod mniejszym kątem.
Wymiary średnie
- Długość ciała 120–145 cm
- Rozpiętość skrzydeł ok. 140–165 cm
- Masa ok. 2,1–4,1 kg

## Zasięg występowania
Flaming karmazynowy zamieszkuje półwysep Jukatan, Antyle, Bahamy, północne wybrzeża Ameryki Południowej i Galapagos. Ptaki te pojawiają się także na południowych i wschodnich wybrzeżach USA (zwłaszcza na Florydzie), ale do lęgów tam nie dochodzi.

## Ekologia i zachowanie

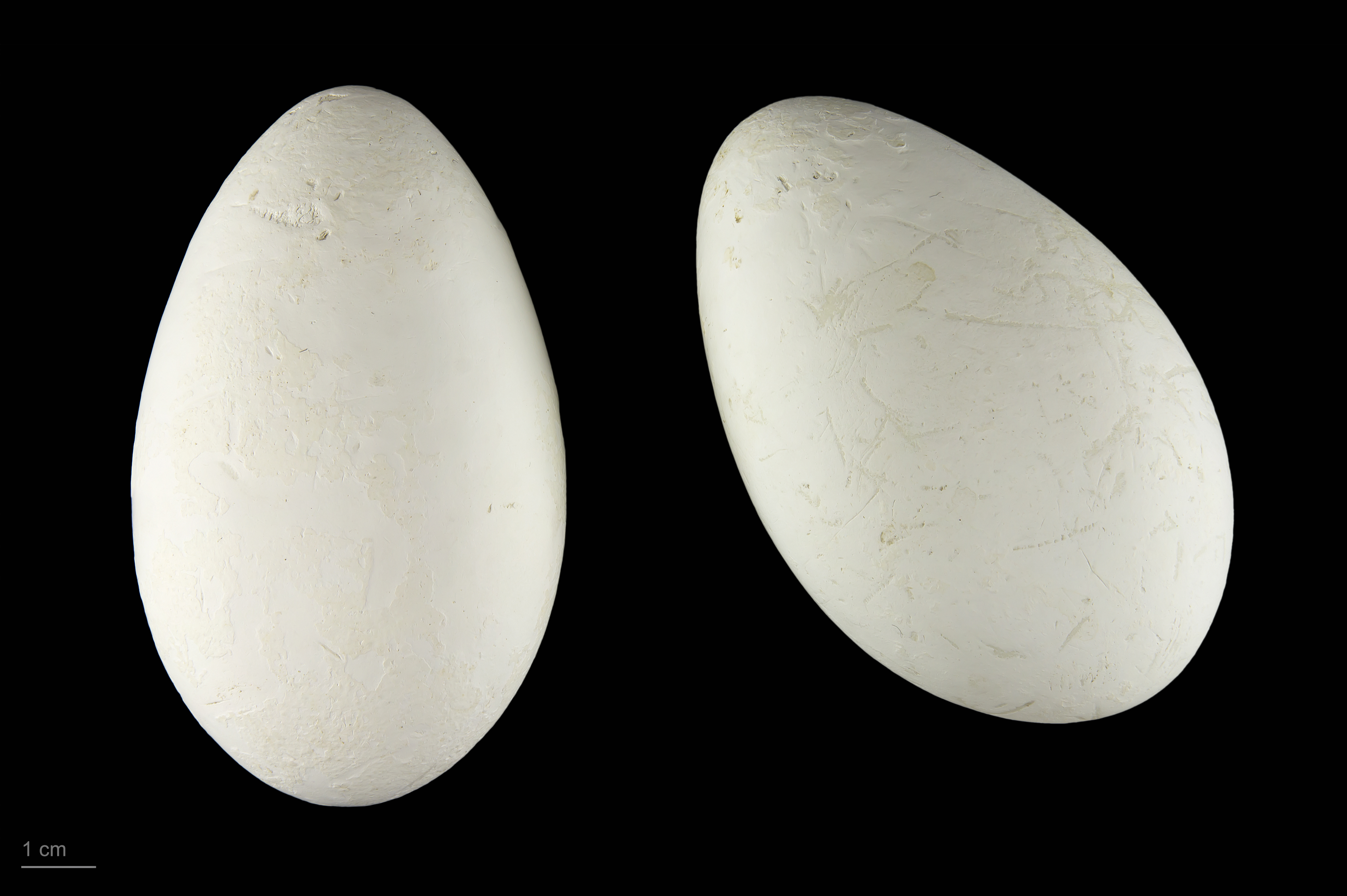
Jaja z kolekcji muzealnej

BiotopWody o różnym stopniu zasolenia: od słodkich przez słonawe po bardzo słone. Płytkie jeziora, laguny, delty rzek.
GniazdoZ mułu w formie ściętego stożka z zagłębieniem na szczycie. Tworzy wielkie kolonie (do kilkudziesięciu tysięcy osobników).
Jaja, wysiadywanieW ciągu roku wyprowadza jeden lęg, składając w marcu–kwietniu jedno (rzadko dwa) jajo. Jaja wysiadywane są przez okres około 27–31 dni przez obydwoje rodziców.
Rozwój osobniczyPisklęta opuszczają gniazdo po około 10 dniach, lecz ich dziób jeszcze nie ma odpowiedniego kształtu do filtracji i są karmione przez rodziców. Usamodzielniają się po około 70 dniach. Pisklęta gromadzą się w żłobki. Dojrzałość płciową osiągają po 5–6 latach, a ubarwienie osobników dorosłych – w trzecim roku życia.
PożywienieZwierzęta i rośliny do 1 cm długości. Żerując brodzą i zanurzają głowę w ten sposób, że szczęka górna znajduje się pod dolną.

## Status
Międzynarodowa Unia Ochrony Przyrody (IUCN) uznaje flaminga karmazynowego za gatunek najmniejszej troski (LC – Least Concern). W 2019 roku szacowano liczebność populacji na około 150–205 tysięcy dorosłych osobników; globalny trend liczebności uznano za rosnący, choć u niektórych populacji jest on stabilny.